# Paul Bernard (sociologue)
Pour les articles homonymes, voir Bernard et Paul Bernard.
Paul Bernard est un sociologue québécois né le 19 avril 1945 et décédé le 6 février 2011.
Ses recherches ont porté principalement sur les inégalités sociales, les parcours de vie, le marché du travail et la mobilité sociale. Il œuvra aussi en épistémologie et sur la méthode.

## Parcours
Détenteur d’un doctorat de l’université Harvard dirigé par Harrison White, Paul Bernard a enseigné la sociologie durant 37 ans à l’Université de Montréal.

## Prix et distinction
- 2001 : Paul Bernard, membre du Conseil national de la statistique, reçoit l'Outstanding Contribution Award de la Société canadienne de sociologie et d’anthropologie.
- 2005 : Paul Bernard est nommé Membre du Conseil des gouverneurs des académies canadiennes des sciences.

## Publications (sélection)
- Bernard, P. et S. Moulin (2009), « The Lifecourse of the Social Mobility Paradigm », The New ISA Handbook of Contemporary Sociology, Conflict, Competition and Cooperation, Londres, Sage.
- Bernard, P., K. L. Frohlich, M. De Koninck et A. Demers (2008), Les inégalités sociales au Québec : Comprendre et agir, Montréal, Les Presses de l’Université de Montréal.
- Bernard, P., K. L. Frohlich, M. De Koninck et A. Demers (2008) (dir.), Les inégalités sociales de santé : de quoi parle-t-on ? , Montréal, Presses de l’Université de Montréal.
- Bernard, P. et A. Lebel-Delaval (2008), « Protéger l’emploi ou le parcours d’emploi : la flexicurité dans une perspective comparative », in D.-G. Tremblay (dir.), Actes de Colloque de l’Association d’économie politique et du Comité de recherche sur le travail de l’Association internationale de sociologie, Montréal, Presses de l’Université du Québec.
- Bernard, P., R. Charrafedine, L. Potvin, K. L. Frohlich, M. Daniel et Y. Kestens (2007), « Health Inequalities and Place : A Theoretical Conception of Neighbourhood », Social Science and Medicine, vol. 65, no 9, p. 1839-1852.
- Bernard, P. et G. Boucher (2007), « Institutional Competetiveness, Social Investment, and Welfare Regimes », Regulation and Governance, vol. 1, no 3, p. 213-229.
- Bernard, P. (2007), « Social Change and Causal Analysis », in G. Ritzer (dir.), Blackwell Encyclopedia of Sociology, vol. 11, Malden (MA), Blackwell Publishing.
- Bernard, P. et G. Boucher (2006), « Les défis méthodologiques des comparaisons internationales au moyen d’indicateurs sociaux », in P. Lavallée et L.-P. Rivest (dir.), Méthodes d’enquêtes et sondages, Pratiques européennes et nord-américaines, Paris, Dunod, p. 81-86.
- Bernard, P. (2007), « The Interconnected Dynamics of Population Change and Life-Course Processes », Horizons, vol. 9, no 4, p. 13-16.
- Bernard, P. et al. (2005), « Connaître, débattre, décider : la contribution d’une enquête socio-économique et de santé longitudinale et intégrée (ESSIL) », Ruptures, vol. 10, no 2, p. 47-59.
- McDaniel, S. et P. Bernard (2003), « Introduction — Telling It With Numbers : Conceptual and Methodological Innovations in Social Statistics », Current Sociology, vol. 51, no 5, p. 477-481.
- Bernard, P. et S. McDaniel (2003), « Introduction », Cahiers canadiens de sociologie, vol. 28, no 1, p. 1-3.
- Bernard, P. (2003), « Présentation. Les nouvelles statistiques sociales », Sociologie et sociétés, vol. 35, no 1, p. 3-18.